# Aleuroplatus coronata
Aleuroplatus coronata là một loài côn trùng cánh nửa trong họ Aleyrodidae, phân họ Aleyrodinae.
Aleuroplatus coronata được Quaintance miêu tả khoa học đầu tiên năm 1900.